# Ramtjärnarna (Hanebo socken, Hälsingland, 677575-153165)
Ramtjärn den västra är en två små sjöar invid byn Raman i södra delen av Bollnäs kommun i Hälsingland och ingår i Testeboåns huvudavrinningsområde. Sjön har en area på 0,0471 kvadratkilometer och ligger 289  meter över havet.

## Delavrinningsområde
Ramtjärnarna ingår i det delavrinningsområde (677705-152982) som SMHI kallar för Utloppet av Ramen. Medelhöjden är 312 meter över havet och ytan är 10,79 kvadratkilometer. Det finns inga avrinningsområden uppströms utan avrinningsområdet är högsta punkten. Vattendraget som avvattnar avrinningsområdet har biflödesordning 2, vilket innebär att vattnet flödar genom totalt 2 vattendrag innan det når havet efter 90 kilometer. Avrinningsområdet består mestadels av skog (82 procent). Avrinningsområdet har 0,84 kvadratkilometer vattenytor vilket ger det en sjöprocent på 7,8 procent. Tjärnen har sitt utlopp genom Ramtjärnbäcken till intilliggande sjön Ramen.